# War and Peace - Volume 1 (The War Disc)
Albums de Ice Cube
Featuring...Ice Cube
(1997) War and Peace - Volume 2 (The Peace Disc)
(2000)
Singles
1. Pushin' Weight
Sortie : 1998
2. Fuck Dying
Sortie : 1998

War  and Peace - Volume 1 (The War Disc) est le cinquième album studio d'Ice Cube, sorti le 17 novembre 1998.
L'album a été certifié disque de platine par la Recording Industry Association of America (RIAA) le 25 janvier 1999.

## Liste des titres
| No  | Titre                                                    | Contient un (des) sample(s) de                                                                       | Durée |
| --- | -------------------------------------------------------- | --- | ----- |
| 1.  | Ask About Me                                             | | 3:06  |
| 2.  | Pushin' Weight (featuring Mr. Short Khop)                | | 4:35  |
| 3.  | Dr. Frankenstein (featuring Mr. Short Khop)              | | 4:54  |
| 4.  | Fuck Dying (featuring Korn)                              | MacArthur/Patton: The General Suite de l'Orchestre philharmonique de Prague                          | 4:03  |
| 5.  | War & Peace                                              | Don't Speak de No Doubt                                                                              | 3:18  |
| 6.  | Ghetto Vet                                               | | 5:05  |
| 7.  | Greed                                                    | | 4:29  |
| 8.  | MP                                                       | | 0:49  |
| 9.  | Cash Over Ass                                            | | 4:21  |
| 10. | The Curse of Money (featuring Mack 10)                   | | 3:39  |
| 11. | The Peckin' Order                                        | | 3:21  |
| 12. | Limos, Demos & Bimbos (featuring Mr. Short Khop)         | Behind My Camel de Police                                                                            | 3:51  |
| 13. | Once Upon a Time in the Projects 2                       | Once Upon a Time in the Projects d'Ice Cube Covert Action des Crusaders                              | 3:05  |
| 14. | If I Was Fuckin' You (featuring Mr. Short Khop et K-Mac) | | 3:28  |
| 15. | X-Bitches                                                | | 4:59  |
| 16. | Extradition                                              | The Message de Grandmaster Flash and The Furious Five featuring Grandmaster Melle Mel et Duke Bootee | 4:38  |
| 17. | 3 Strikes You In                                         | | 4:34  |
| 18. | Penitentiary                                             | | 4:12  |